# 한 유마
한 유마(韓 由真, 11월 1일 ~ )는 일본의 성우이자 내레이터로, 가나가와현 출신이다.